# 菲力克斯·浮士德
菲力克斯·浮士德（英語：Felix Faust）是DC漫画出版的故事中登场的一位虚构超级反派。该角色于1962年作为美国正义联盟的对手首次出现。
菲力克斯·浮士德在2014年的真人电视连续剧《康斯坦汀：驱魔神探》中登场，由马克·马戈利斯饰演。

## 虚构人物传记

### 初期经历
关于菲力克斯·浮士德的最早记录约在前5千纪，当时他出现在传说中的非洲帝国科尔（Kor），是一位强大而邪恶的巫师。科尔的国王诺莫（Nommo）是那个时代的主要巫师，也是被称为生命之火的神秘力量的守护者。邪恶的巫师与诺莫战斗，试图利用火焰的力量达到他自己的邪恶目的。于是诺莫将生命之火召唤到自己体内，将邪恶巫师驱逐到另一个维度而击败了他。
1920年代中期，一位疯狂有抱负的魔法师德坎·德拉什（Dekan Drache）偶然发现了这个维度，并设法打开了通往它的门户。邪恶巫师的灵魂被从这个维度释放后，摧毁了德拉什的灵魂并进入了他的身体。然而，虽然巫师复活了，但他发现他的力量急剧下降。
巫师痴迷于恢复他的神秘力量，读了一个名叫浮士德的人如何将自己的灵魂卖给魔鬼以获得超自然力量的故事，并决定做同样的事情。受到故事主角的启发，巫师称自己为菲利克斯·浮士德，并开始了对神秘知识的永无止境的探索。
菲力克斯·浮士德首次出现在1962年3月的《美国正义联盟》10号第一卷，当时他试图通过联系DC宇宙中名为恶魔三人组的三个虚构恶魔来恢复他失去的一些魔法能力。这三个恶魔是十亿年前统治银河系的兄弟，然后被称为永恒者的存在放逐。恶魔三人在菲利克斯·浮士德等人的召唤下一次又一次地试图回归，但他们的企图总是被正义联盟挫败。菲利克斯·浮士德试图通过拥有三件神器来召唤恶魔三人的力量：乌苏尔的绿铃、尼奥拉斯的银轮和卡利索斯的红罐。这些神器是恶魔创造的，永恒者无法摧毁或将其带离地球。危机前，恶魔三人组声称使用这些神器的咒语可以在100年内释放他们，当他们自由之后，咒语的施法者将能够命令他们。为此，浮士德在恶魔的帮助下控制了正义联盟，他们找到并击败了神器的守护者，并将他们带到了开始施法的浮士德面前。但海王能够通过使用他对鱼的控制分散他的注意力来打破咒语。然后巫师被关进监狱，正义联盟很快就发现了恶魔们逃跑的行动并重新监禁了他们。
危机前，浮士德是犯罪冠军的成员，地球1的罪犯三人组与地球2的恶棍三人组合作犯罪，然后使用另一位反派提琴手（Fiddler）意外发现的振动装置逃到另一个世界。菲利克斯•浮士德从一艘沉船中偷走了一百万美元并逃脱了海王、火星猎人和原子侠的追捕。后来，地球2的犯罪冠军使用巫师的魔法冒充地球1的犯罪冠军，企图陷害正义联盟。提琴手冒充浮士德抢劫了赌场镇（显然是现实中的拉斯维加斯），并联系了正义联盟。奇怪的是，提琴手能够施展浮士德的咒语，并与海王、火星猎人和原子侠进行战斗。真正的浮士德在地球2抢劫集市时，遇到了绿箭侠、火星猎人和原子侠，尽管浮士德施法让他们在半空中旋转，但他还是被原子侠击倒了。当犯罪冠军被完全击败时，命运博士、蝙蝠侠和地球1的闪电侠击败了浮士德。
多年来，浮士德一直迫切地渴望着魔法力量。他曾多次用自己的灵魂换取知识，但后来发现这些知识未能帮助他实现目标时，他又会将自己的灵魂买回；每一次，他的结局都会比以前更糟。以至于到后来，他发现几乎没有买家愿意购买他已被玷污的灵魂。最后，他谋杀了一个无辜的女孩，并试图用她纯洁的灵魂来代替他自己的，以欺骗尼隆（Neron）赋予他权力。然而尼隆识破了这个诡计，并将女孩的复仇精神放在浮士德身上来惩罚他。之后的一段时间，浮士德被诅咒的灵魂被关在一个专门关押滥用或无视魔法法则的魔法师的地狱位面。

## 引用
1. 1 2 3 4  Wallace, Dan, , Dougall, Alastair  (编), , New York: Dorling Kindersley: 120, 2008, ISBN 0-7566-4119-5, OCLC 213309017
2. ↑  Rovin, Jeff. . New York: Facts on File. 1987: 128. ISBN 0-8160-1356-X.
3. ↑  Cowsill, Alan; Irvine, Alex; Manning, Matthew K.; McAvennie, Michael; Wallace, Daniel. . DK Publishing. 2019: 100. ISBN 978-1-4654-8578-6.